# Semialarium mexicanum
Semialarium mexicanum är en benvedsväxtart som först beskrevs av John Miers, och fick sitt nu gällande namn av A.M.W. Mennega. Semialarium mexicanum ingår i släktet Semialarium och familjen Celastraceae. Inga underarter finns listade.